# Subterra (película)
Subterra es una película chilena del año 2003 basada en el libro Subterra de Baldomero Lillo. Dirigida por Marcelo Ferrari, protagonizada por Francisco Reyes y Paulina Gálvez. 

## Sinopsis

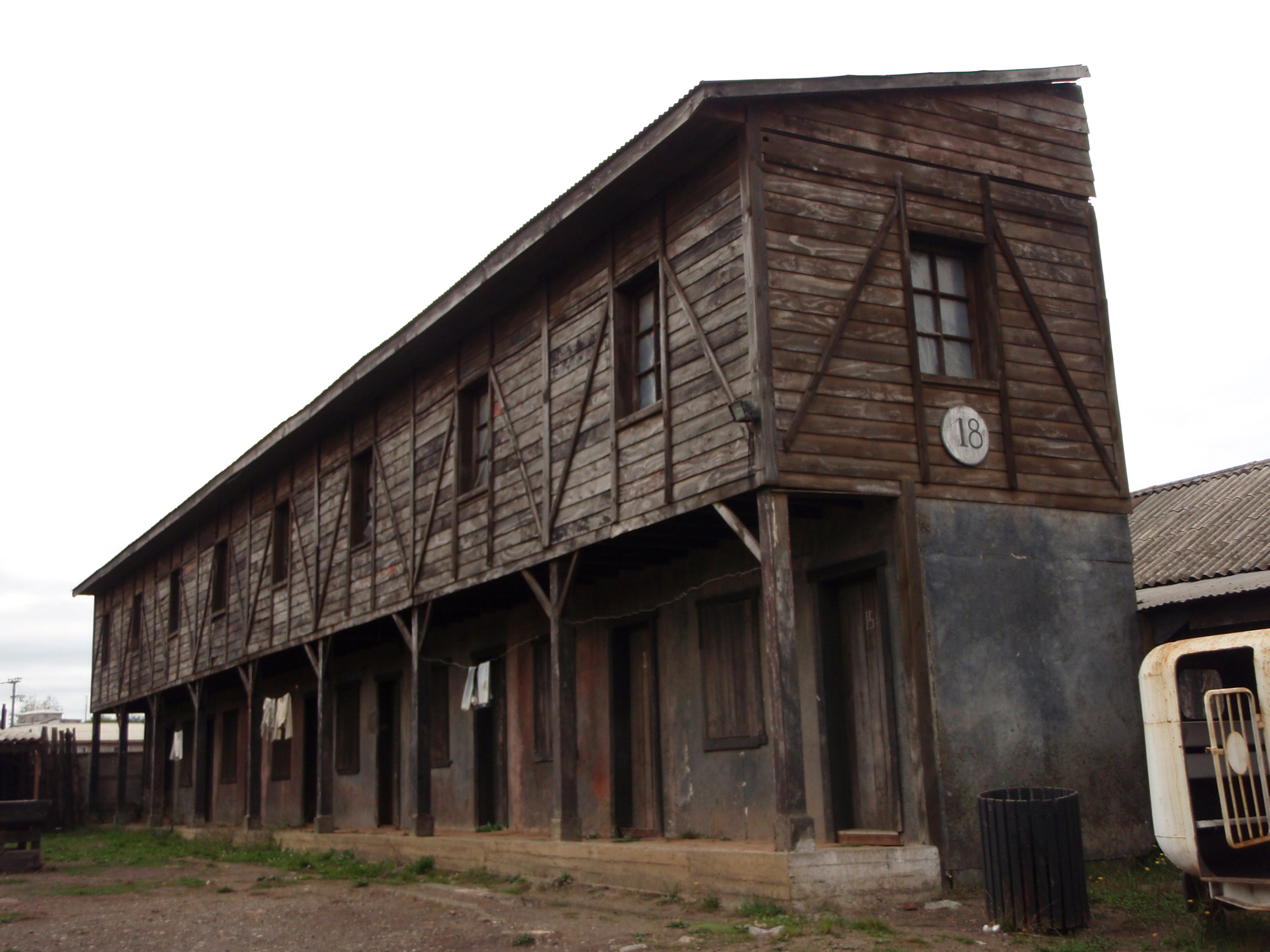
Escenografía de un pabellón de viviendas para mineros, utilizado en la filmación de la película, ubicada al costado de la entrada al Chiflón del Diablo.

Ambientada a fines del Siglo XIX en Lota, una ciudad ubicada en la Región del Biobío , al sur de Chile. Cuenta los conflictos entre los trabajadores y los dueños de la mina de carbón más grande del mundo, donde una gran rebelión de los trabajadores de la mina, apoyada por sus familias, termina por desencadenar un brutal enfrentamiento entre clases. Mientras la aristocrática familia Cousiño Goyenechea, liderada por la viuda Isidora Goyenechea, sueña con el “progreso” de la ciudad, los mineros del carbón despiertan en busca de su dignidad. Basada en el libro homónimo de Baldomero Lillo, “Subterra”, narra una historia de cambios humanos y sociales. Detalla también los lujos y adelantos tecnológicos que la familia Cousiño Goyenechea, una de las más ricas del mundo, logró ostentar en esa época.

## Reparto
- Francisco Reyes como Fernando Gutiérrez.
- Paulina Gálvez (actriz) como Virginia Prado.
- Ernesto Malbrán como Mister Davis.
- Héctor Noguera como Luis Cousiño.
- Consuelo Holzapfel como Isidora Goyenechea.
- Alejandro Trejo como Eduardo Castro.
- Gabriela Medina como María de los Ángeles.
- Berta Lasala como Ana.
- Mariana Loyola como Mercedes Gutiérrez.
- Cristián Chaparro (actor) como Baldomero Lillo.
- Nicolás Saavedra como Ramiro Galdames "Cabeza de Cobre".
- Patricio Bunster como Viejo Jonás.
- Danny Foix como Pablo Castro.

## Premios
- Sol de Oro Mejor Interpretación Femenina, Festival de Biarritz, Cine y Las Culturas de América Latina Biarritz, Francia, 2003.
- Mejor Director, Mejor Fotografía, Premio del Público, Festival Internacional de Cine de Huelva, España, 2003.
- Premio Gran Paoa Mejor Película, Premio Paoa Mejor Fotografía, Premio del Público, Premio de la Organización Católica Internacional de Cine (OCIC), Festival Internacional de Cine de Viña del Mar, Chile, 2004.